# Diplopterygium chinensis
Diplopterygium chinensis là một loài dương xỉ trong họ Gleicheniaceae. Loài này được Rosenst. De Vol mô tả khoa học đầu tiên năm 1975.